# دانشگاه ملی فرهنگ و هنر کی‌یف
دانشگاه ملی فرهنگ و هنر کی‌یف (اوکراینی: Київський національний університет культури і мистецтв) – یک دانشگاه در کی‌یف، اوکراین است.

## تاریخچه
در سال ۱۹۶۸ مطابق با قطعنامه شماره ۶۰۸ شورای وزیران اتحاد جماهیر شوروی از ۸ اوت ۱۹۶۸ و تصمیم شورای وزیران اتحاد جماهیر شوروی به شماره ۴۵۹ از ۲۸ اوت ۱۹۶۸، موسسه فرهنگی دولتی کی‌یف با کوشش کورنیچوک تنها با دانشکده های "فرهنگی آموزشی"، "کتابداری" و دانشکده "حرفه های اجتماعی" تأسیس شد.
در اوایل دهه ۱۹۹۰، فرآیندهای سیاسی و اجتماعی که کشور اوکراین را تحت تاثیر قرار داده آغاز شد. به ویژه جوانانی که منتظر تغییرات و نوآوری بودند، به طور فعال به این رویدادها پاسخ پیوستند. موجی از مطالبات دانشجویی با شخصیت ملی-دموکراتیک مطرح شد. دانشجویان ملزم به برافراشتن پرچم زرد آبی و توقف تدریس دروس ایدئولوژیک شوروی شدند. این مؤسسه شعبه ای از اتحادیه دانشجویان اوکراین را تشکیل داده است و انجمن زبان اوکراینی تاراس شوچنکو تأسیس شد.
۲۱ آوریل ۱۹۹۳، به دستور وزیر فرهنگ اوکراین ایوان ژیوبا ، پروفسور میخائیلو پوپلاوسکی به سمت رئیس مؤسسه دولتی فرهنگ و هنر کی‌یف به عنوان رهبر غیررسمی هیئت دانشجویی منصوب شد که مرحله جدید در تاریخ دانشگاه از آنجا آغاز شد.
تا سال ۱۹۹۶ رئیس جدید کارکنان آموزشی بسیار ماهر را جمع آوری کرده بود، تعدادی از منابع مالی جایگزین را توسعه داده و به اجرا گذاشته است. مؤسسه اولین کیت های تجاری را ساخته است، یک پایه مادی و فنی نوین برای فرآیند آموزشی ایجاد کرده است، برنامه درسی و پشتیبانی روش شناختی را به روز کرده، تخصص های جدید و دانشکده های مرتبط را باز کرده، دانشکده آموزش مقدماتی و زیربخش های جدید ایجاد کرده است.
در سال ۱۹۹۷، با توجه به مفهوم "توسعه آینده نگر" توسعه یافته توسط اسنیتکو، دانشکده های "فقه"، "قوم فرهنگی"، "فناوری کامپیوتر"، "جامعه شناسی" افتتاح شد و همچنین اولین موسسه فیلم و تلویزیون در اوکراین برای آماده سازی مدیران و گردانندگان تلویزیون، صدا، پخش کننده های تلویزیونی و پیشرو، عکاسان، آگهی دهندگان، کارگردانان فیلم های انیمیشن و خبرنگاران تلویزیونی.